# Lung Chien (réalisateur)
Dans ce nom, le nom de famille, Chien, précède le nom personnel.
Chien Lung (chinois : 劍龍), connu aussi sous le nom de Kim Lung, né en 1916 et mort le 28 mai 1975 à Taipei, est un réalisateur, scénariste et producteur taïwanais.

## Biographie
Né en 1916, Chien Lung explore des thèmes habituels dans le cinéma hongkongais comme les arts martiaux mixtes ou la violence dans la vie quotidienne. Il a réalisé plus d'une trentaine de films et est décédé à Taipei en 1975.

## Filmographie

### Réalisateur
- 1966 : The Wandering Knight
- 1966 : Malaysian Tiger
- 1967 : Dragon Inn
- 1967 : Queen of Female Spies
- 1968 : Dragon Tiger Sword
- 1969 : The Ringing Sword
- 1969 : Flying Over Grass
- 1969 : Knight of the Sword
- 1970 : The Bravest Revenge (en)
- 1970 : Golden Sword and the Blind Swordswoman
- 1970 : The Darkest Sword
- 1971 : Extreme Enemy
- 1971 : Ghost Lamp
- 1971 : Struggle Karate
- 1972 : La Reine du karaté
- 1972 : Boxers of Loyalty and Righteousness (en)
- 1972 : Blood of the Leopard
- 1973 : Gold Snatchers
- 1973 : The Angry Hero
- 1973 : La chaine infernale du Ta-Kang
- 1973 : Wang Yu, King of Boxers
- 1974 : L'Indomptable Dragon

### Scénariste
- 1975 : Lo Yang Bridge

### Acteur
- 1956 : Yun He Xun Qing Ji
- 1957 : Wanhua Skeleton Incident
- 1957 : Murder at Room 7, Keelung City
- 1957 : Mei Ting En Chou Chi
- 1962 : Five Difficult Traps
- 1963 : Father Tiring Child
- 1964 : Ba Mao Chuan
- 1965 : Three Beautiful Blind Female Spies
- 1971 : Darkest Sword
- 1973 : Wang Yu, King of Boxers
- 1976 : Calamity